# Lasiopezus nigromaculatus
Lasiopezus nigromaculatus es una especie de escarabajo longicornio del género Lasiopezus, tribu Ancylonotini, subfamilia Lamiinae. Fue descrita científicamente por Quedenfeldt en 1882.

## Descripción
Mide 13-23 milímetros de longitud.

## Distribución
Se distribuye por África.